# Melese russata
Melese russata là một loài bướm đêm thuộc phân họ Arctiinae, họ Erebidae.